# Kujanowo (rejon krasnokamski)
Kujanowo (ros. Куяново) – wieś (sieło) w Rosji, w Baszkortostanie, w rejonie krasnokamskim. W 2010 liczyła 3664 mieszkańców.